# Премия Теодора Адорно

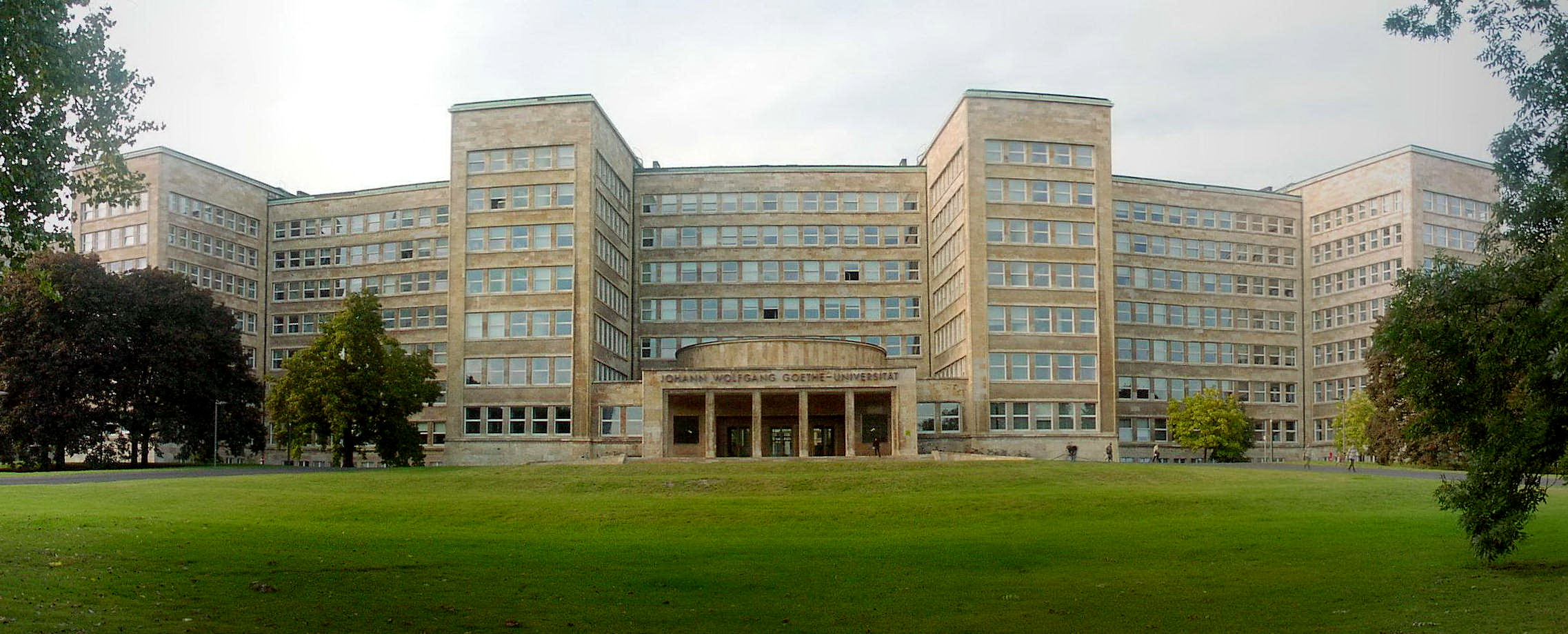
Франкфуртский университет

Премия Теодора Адорно (нем. Theodor-W.-Adorno-Preis) — немецкая международная премия за выдающиеся достижения в философии, театре, музыке и кино.

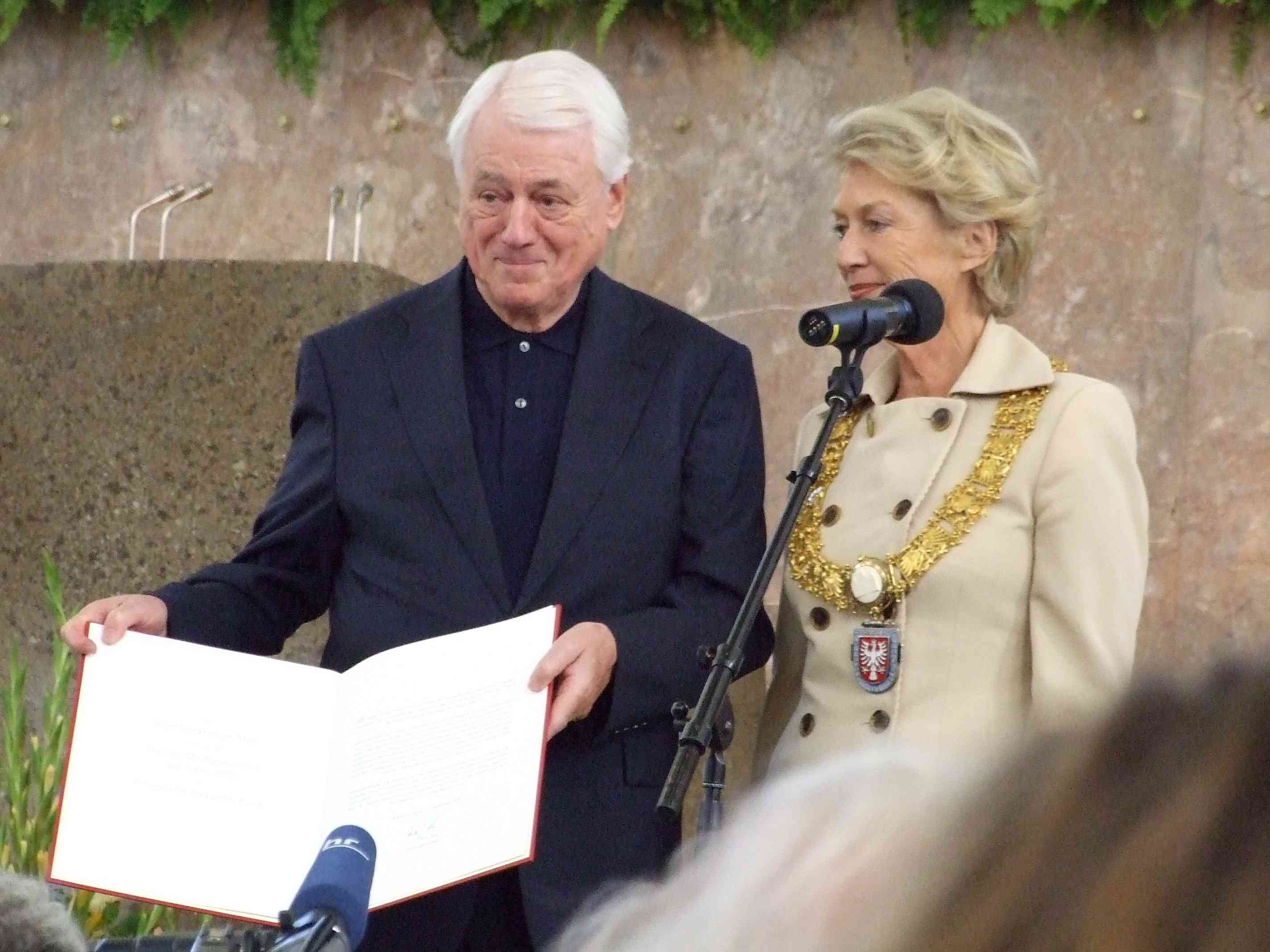
Александр Клюге во франкфуртской Паульскирхе получает премию Теодора Адорно из рук мэра Франкфурта Петры Рот

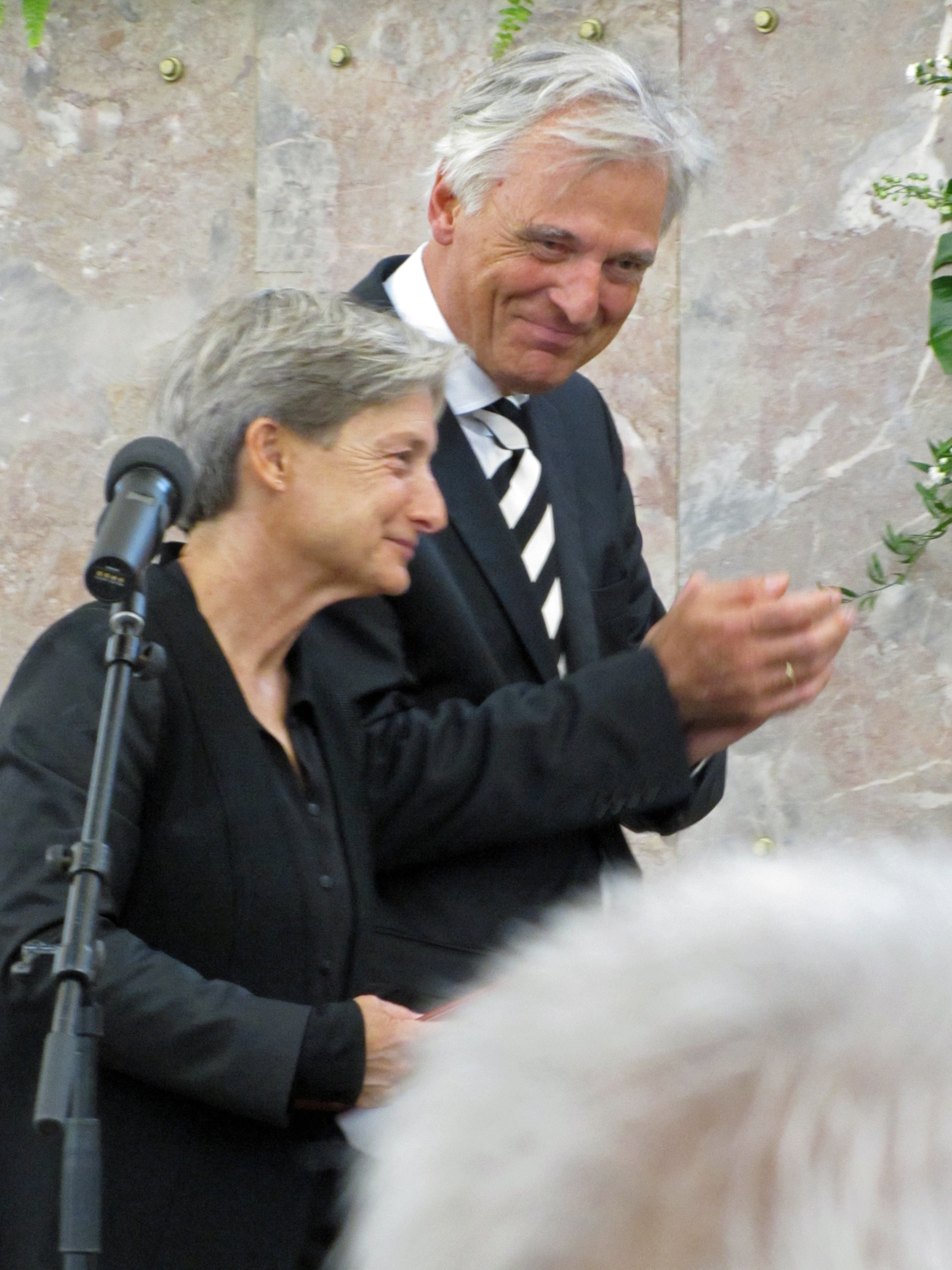
Джудит Батлер при получении премии Теодора Адорно

## Общая характеристика
Учреждена городом Франкфурт в 1977 году в память о философе, социологе, музыковеде Теодоре Адорно, в течение 20 лет преподававшем во Франкфуртском университете. Премия, денежное выражение которой составляет 50 тыс. евро, вручается раз в три года в день рождения Адорно — 11 сентября.

## Лауреаты
- 1977: Норберт Элиас
- 1980: Юрген Хабермас
- 1983: Гюнтер Андерс
- 1986: Михаэль Гилен
- 1989: Лео Лёвенталь
- 1992: Пьер Булез
- 1995: Жан-Люк Годар
- 1998: Зигмунт Бауман
- 2001: Жак Деррида
- 2003: Дьёрдь Лигети
- 2006: Альбрехт Вельмер
- 2009: Александр Клюге
- 2012: Джудит Батлер
- 2015: Жорж Диди-Юберман
- 2018: Тротта, Маргарета фон
- 2021: Klaus Theweleit[англ.]